# Redwashing

Die oft mit der politischen Linken assoziierte Farbe Rot

Redwashing (abgeleitet aus der Kombination von Red und Whitewashing) ist die Praxis eines Staates, einer Organisation, einer politischen Partei oder eines Unternehmens, sich als fortschrittlich und um soziale Gleichheit und Gerechtigkeit bemüht darzustellen, um diese Wahrnehmung für die Öffentlichkeitsarbeit oder wirtschaftliche Vorteile zu nutzen. In Bezug auf die Politik bezieht sich der Begriff typischerweise auf Rechtspopulisten, die linke Ideale übernehmen.
Der Begriff Redwashing wird gelegentlich auch verwendet, um eine bestimmte Organisation oder politische Partei zu diskreditieren, die sich tatsächlich für soziale Gleichheit einsetzt. In diesen Fällen wird versucht, die Argumente dieser Kollektive zu delegitimieren, indem sie als extremistisch oder veraltet dargestellt werden, um den Eindruck zu erwecken, dass es sich um eine linke Ideologie handelt, die für die soziale Gruppe gefährlich ist und im Gegensatz zu einer anderen Idee steht, die sich als vernünftiger erweist.

## Beispiele
In Kanada werden Unternehmen von indigenen Medien oft des Redwashings beschuldigt, wenn sie versuchen, sich durch Sponsoring indigener Bildung, Kunst oder Kultur als wohlwollend darzustellen, um schädliche Praktiken zu verschleiern und ihre Geschichte des Kolonialismus zu vertuschen.